# Die drei Matrosen
Die drei Matrosen ist ein 1933 gedrehter niederländischer Spielfilm von Jaap Speyer. Es war einer der ersten Tonfilme des Landes und basiert auf dem Musikstück De jantjes (1920) aus der Feder von Herman Bouber.

## Handlung
Im Zentrum der Geschichte stehen die drei Matrosen Dries, Toon und Manus, der ziemlich schielt. Nach ihrem Militärdienst in Niederländisch-Indien kehren sie in das Amsterdamer Stadtviertel Jordaan, eine typischen Arbeitergegend, wo sie einst als Freunde aufgewachsen sind, zurück. Doch nach dem ersten Freudentaumel, endlich wieder daheim zu sein, kehrt die graue Realität in ihr Leben zurück. Denn hier, in Jordaan, Arbeit zu finden, erweist sich als äußerst schwierig. Auch privat läuft bei den drei Matrosen nicht alles bestens: Dries ist mit Greet zusammen, doch die Kneipenwirtin Piet, von allen nur „Tante“ Piet genannt, will die beiden unbedingt auseinander bringen, damit ihr nichtsnutziger Sohn Leendert sich Greet, die jedoch kein Interesse an ihm zeigt, angeln kann. Daher setzt sie bei Dries’ Mutter das Gerücht in die Welt, dass Greet in der Abwesenheit von Dries nicht treu gewesen sei. Dies ist natürlich eine Lüge, doch sie verfängt bei dem Matrosen, der sich daraufhin eine handfeste Prügelei mit Leendert liefert. Piet hat es (vorläufig) geschafft: Sie hat mit ihrer Unterstellung einen Keil in Dries’ Beziehung zu Greet getrieben. In seiner Enttäuschung verpflichtet sich Dries für weitere sechs Jahre auf hoher See und in den Kolonien …
Toon, der Faulenzer unter den drei Matrosen, hat eine sehr um ihn sorgende Mutter und wird dadurch nicht gerade zur Arbeitssuche getrieben. Doch der Vater hat für Toons laisser-faire-Verhalten kein Verständnis und macht Druck. Daraufhin beginnt Toon, der von jeher dem Alkohol zugetan war, noch mehr zu trinken. Wie bereits Dries hat auch Manus ein handfestes Beziehungsproblem: Seine Freundin Jans hat ihn verlassen, weil sie etwas besseres sei und mehr aus ihrem Leben machen möchte. Sie glaubt, dass dafür eine Beziehung mit dem einfachen Matrosen nur hinderlich sei. Sie orientiert sich nach oben und schaut sich in der Oberschicht um, ob sich dort nicht ein gut gestellter, wohlhabender Ehemann finden ließe. Wieder als Matrose in der Ferne, kommt es zur Versöhnung zwischen Dries und Greet. Alle Missverständnisse haben sich in Luft aufgelöst, und sie schließen den Bund fürs Leben per Radio-Heirat. Auch in der Karriere läuft es für die beiden Männer gut: Dries und Manus werden zu Sergeanten befördert. Nur für Toon, der wegen seiner Trunksucht stets der „blaue“ Toon genannt wird, wird alles immer schlimmer. Schließlich findet er fern der niederländischen Heimat den Tod.

## Produktionsnotizen
Die drei Matrosen entstand ab September 1933 und wurde am 9. Februar 1934 uraufgeführt. Damit war der Film nach Willem van Oranje der zweite niederländische Tonfilm. Die drei Matrosen wurde ein großer Kritiker- wie auch Publikums- und Kassenerfolg.
Für die Erstellung der Filmbauten wurde der beim deutschen und österreichischen Film gut beschäftigte Filmarchitekt Hans Ledersteger nach Holland geholt. Er blieb dort für eine Reihe von weiteren Filmen, bis er 1935 ins Dritte Reich zurückkehrte. Das Filmbudget von Die drei Matrosen lag bei 100.000 Gulden.
Derselbe Stoff wurde bereits 1922 als Stummfilm adaptiert.